# Gran Bretagna ai Giochi della XXVIII Olimpiade
La Gran Bretagna partecipò ai Giochi della XXVIII Olimpiade, svoltisi ad Atene, Grecia, dal 13 al 29 agosto 2004, con una delegazione di 264 atleti impegnati in ventidue discipline.